# هومومانیومنت

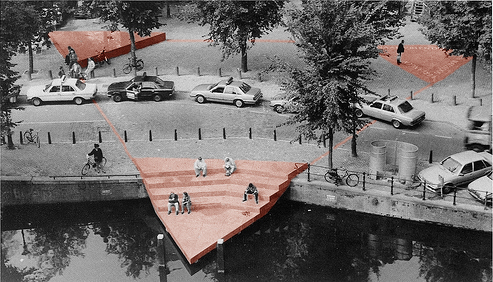
نمای بالا از هومیومانیومنت

هومومانیومنت (به هلندی: Homomonument) یک بنای یادبود در مرکز شهر آمستردام پایتخت هلند است که برای یادبود همه مردان همجنسگرا و لزبینی که در معرض آزار و اذیت به دلیل همجنسگرایی بودند باشد. هومومانیومنت در ۵ سپتامبر ۱۹۸۷ افتتاح شد و به شکل سه مثلث صورتی ساخته شده از گرانیت است و آنها به گونه‌ای در زمین فرو رفته‌اند که به یک مثلث بزرگتر می‌سازند. این اثر در کنار مسیل کایزرسگراخت در نزدیکی کلیسای تاریخی وسترکرک است. هومومانیومنت طراحی شده است تا «الهام بخش و حامی همجنس‌گرایان مرد و زن در مبارزه علیه انکار، ستم و تبعیض» باشد. این اولین بنای تاریخی در جهان به یادبود همجنسگرایان زن و مرد کشته شده توسط نازی هاست.
هر گوشه از این مثلث به یک مکان تاریخی اشاره دارد. یکی از گوشه‌ها به دفتر اصلی سی‌اوسی ندرلند قدیمی‌ترین سازمان فعال حمایت از حقوق همجنس‌گرایان اشاره می‌کند. گوشه دیگر به منزل آنه فرانک و سومین گوشه به یادبود ملی جنگ در میدان دام اشاره دارد.